# Réal (Pyrénées-Orientales)
Pour les articles homonymes, voir Réal.
Réal  (catalan: Real ou Ral) est une commune française, située dans l'ouest du département des Pyrénées-Orientales en région Occitanie. Sur le plan historique et culturel, la commune est dans le pays de Conflent, correspondant à l'ensemble des vallées pyrénéennes qui « confluent » avec le lit creusé par la Têt entre Mont-Louis et Rodès.
Exposée à un climat de montagne, elle est drainée par l'Aude, la Galba, la Lladura et par divers autres petits cours d'eau. Incluse dans le parc naturel régional des Pyrénées catalanes, la commune possède un patrimoine naturel remarquable : trois sites Natura 2000 (le « massif du Madres-Coronat », le « massif de Madres-Coronat » et la « haute Vallée de l'Aude et Bassin de l'Aiguette ») et quatre zones naturelles d'intérêt écologique, faunistique et floristique.
Réal est une commune rurale qui compte 75 habitants en 2022, après avoir connu un pic de population de 374 habitants en 1806. Ses habitants sont appelés les Réalais ou  Réalaises.

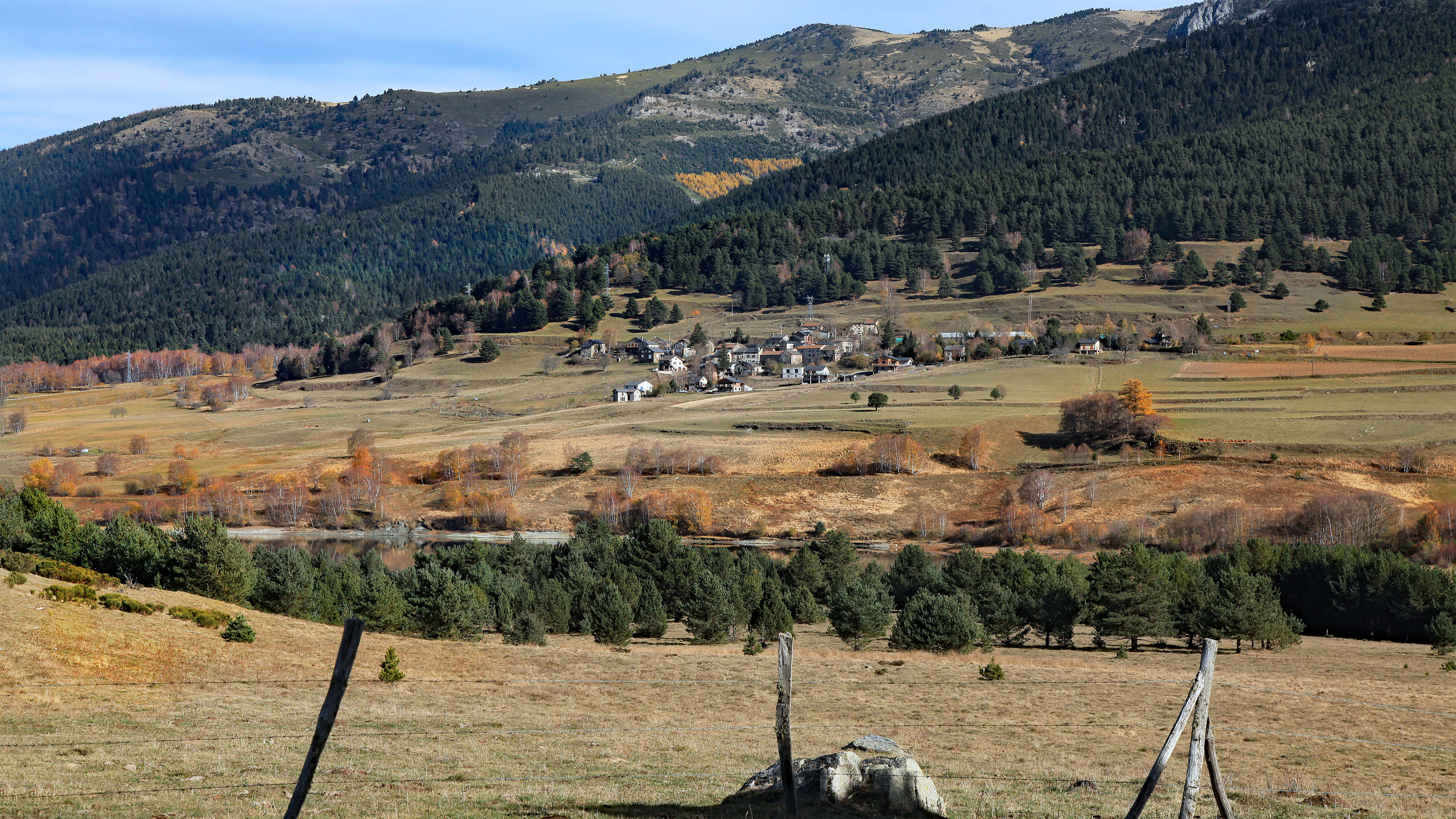
Le hameau d'Odelló

## Géographie

### Localisation
La commune de Réal se trouve dans le département des Pyrénées-Orientales, en région Occitanie.
Elle se situe à 63 km à vol d'oiseau de Perpignan, préfecture du département, et à 24 km de Prades, sous-préfecture.
Les communes les plus proches sont : 
Puyvalador (2,1 km), Fontrabiouse (3,2 km), Formiguères (3,2 km), Sansa (4,5 km), Matemale (5,0 km), Railleu (6,3 km), Caudiès-de-Conflent (7,4 km), Les Angles (7,6 km).
Sur le plan historique et culturel, Réal fait partie de la région de Conflent, héritière de l'ancien comté de Conflent et de la viguerie de Conflent. Ce pays correspond à l'ensemble des vallées pyrénéennes qui « confluent » avec le lit creusé par la Têt entre Mont-Louis, porte de la Cerdagne, et Rodès, aux abords de la plaine du Roussillon.

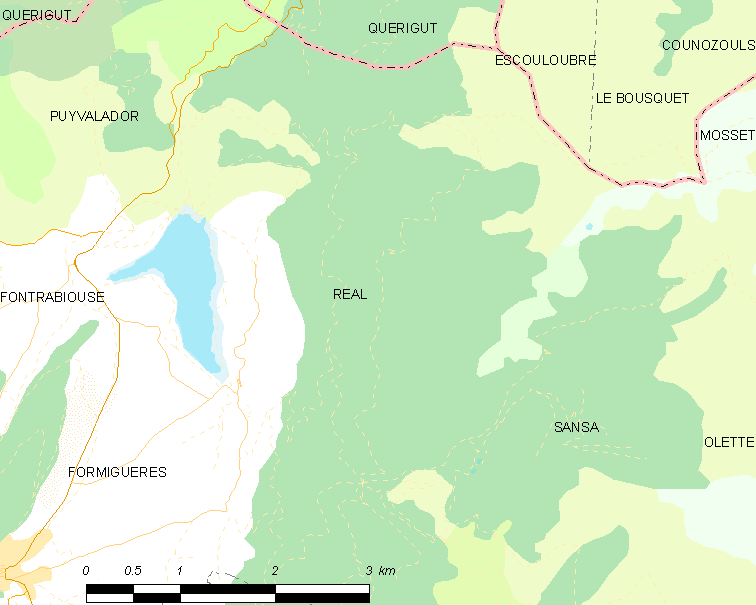
Situation de la commune.

| Puyvalador  | Escouloubre (Aude) (par un quadripoint) | Le Bousquet (Aude) |
|             | Réal                                    | Sansa              |
| Formiguères |                                         |                    |

### Géologie et relief
La commune est classée en zone de sismicité 4, correspondant à une sismicité moyenne.

### Hydrographie
La commune est arrosée par l'Aude, son affluent le Galbe et le Lac de Puyvalador.

### Climat
Pour des articles plus généraux, voir Climat de l'Occitanie et Climat des Pyrénées-Orientales.
En 2010, le climat de la commune est de type climat des marges montargnardes, selon une étude du CNRS s'appuyant sur une série de données couvrant la période 1971-2000. En 2020, Météo-France publie une typologie des climats de la France métropolitaine dans laquelle la commune est exposée à un climat de montagne ou de marges de montagne et est dans la région climatique Pyrénées orientales, caractérisée par une faible pluviométrie, un très bon ensoleillement (2 600 h/an), un air sec, particulièrement en hiver et peu de brouillards.
Pour la période 1971-2000, la température annuelle moyenne est de 7,9 °C, avec une amplitude thermique annuelle de 14,5 °C. Le cumul annuel moyen de précipitations est de 781 mm, avec 8 jours de précipitations en janvier et 6,1 jours en juillet. Pour la période 1991-2020, la température moyenne annuelle observée sur la station météorologique la plus proche, située sur la commune de Formiguères à 3 km à vol d'oiseau, est de 7,6 °C et le cumul annuel moyen de précipitations est de 737,3 mm,. Pour l'avenir, les paramètres climatiques de la commune estimés pour 2050 selon différents scénarios d'émission de gaz à effet de serre sont consultables sur un site dédié publié par Météo-France en novembre 2022.

### Milieux naturels et biodiversité

#### Espaces protégés
La protection réglementaire est le mode d’intervention le plus fort pour préserver des espaces naturels remarquables et leur biodiversité associée,.
Un  espace protégé est présent sur la commune : 
le parc naturel régional des Pyrénées catalanes, créé en 2004 et d'une superficie de 139 062 ha, qui s'étend sur 66 communes du département. Ce territoire s'étage des fonds maraîchers et fruitiers des vallées de basse altitude aux plus hauts sommets des Pyrénées-Orientales en passant par les grands massifs de garrigue et de forêt méditerranéenne,.

#### Réseau Natura 2000

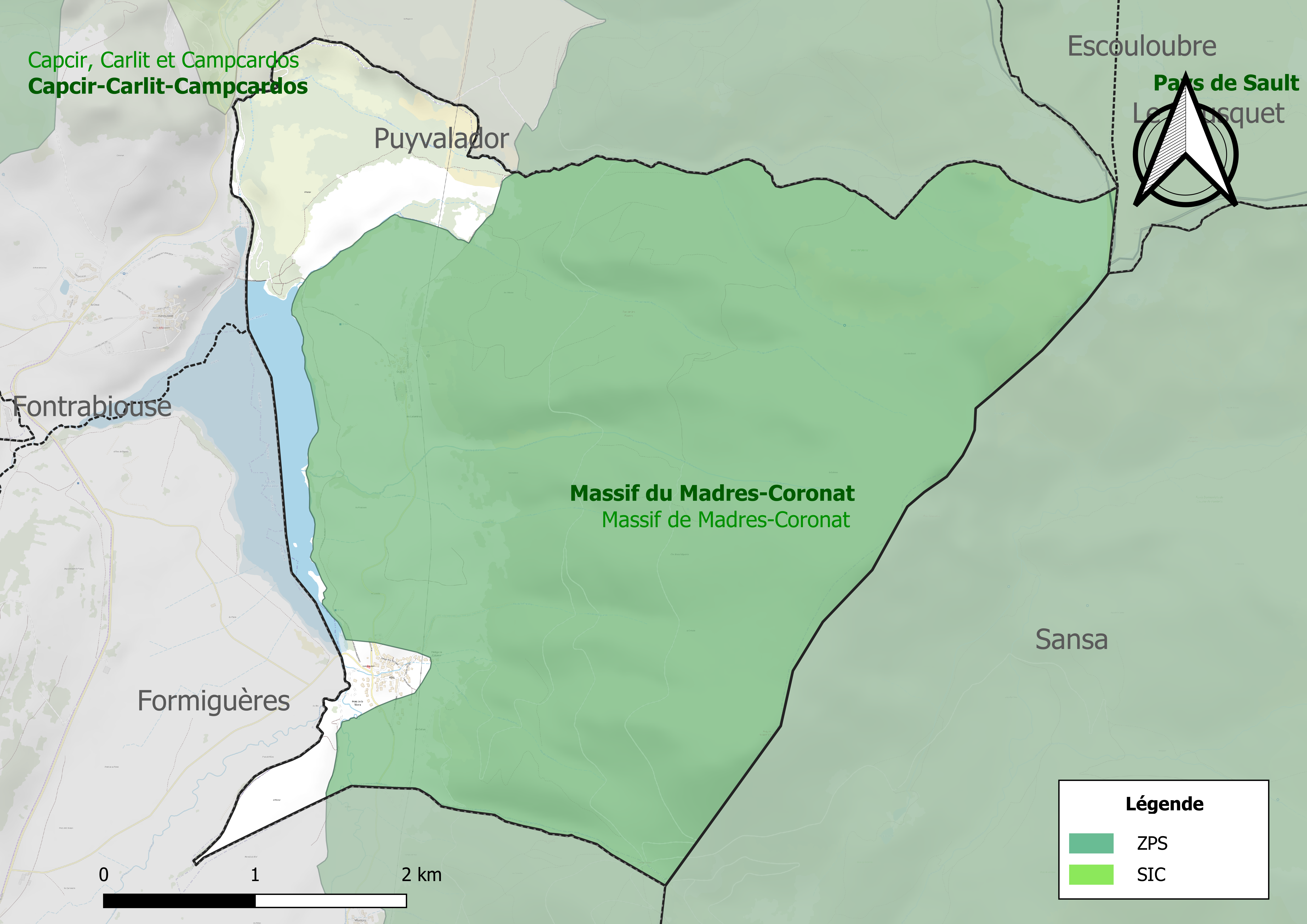
Sites Natura 2000 sur le territoire communal.

Le réseau Natura 2000 est un réseau écologique européen de sites naturels d'intérêt écologique élaboré à partir des directives habitats et oiseaux, constitué de zones spéciales de conservation (ZSC) et de zones de protection spéciale (ZPS).
Deux sites Natura 2000 ont été définis sur la commune au titre de la directive habitats : 
- le « massif de Madres-Coronat », d'une superficie de 21 363 ha, offre une multitude de faciès de végétation avec aussi bien des garrigues supra-méditerranéennes, des pinèdes à Pin sylvestre ou à Pin à crochet, que des hêtraies pures ou des hêtraies-sapinières, des landes à Genêt purgatif ou à Rhododendron, ou encore des pelouses alpines[19] ;
- la « haute Vallée de l'Aude et Bassin de l'Aiguette », d'une superficie de 17 055 ha, particulièrement intéressant pour ses milieux aquatiques. Il comprend des populations de Desmans des Pyrénées, Barbeau méridional, d'Écrevisse à pattes blanches ainsi que des chabots[20] ;

et  au titre de la directive oiseaux
- le « massif du Madres-Coronat », d'une superficie de 21 396 ha, présente un fort intérêt écologique pour 17 espèces inscrites à l'annexe I de la directive oiseaux, dont le Gypaète barbu[21].

#### Zones naturelles d'intérêt écologique, faunistique et floristique
L’inventaire des zones naturelles d'intérêt écologique, faunistique et floristique (ZNIEFF) a pour objectif de réaliser une couverture des zones les plus intéressantes sur le plan écologique, essentiellement dans la perspective d’améliorer la connaissance du patrimoine naturel national et de fournir aux différents décideurs un outil d’aide à la prise en compte de l’environnement dans l’aménagement du territoire.
Deux ZNIEFF de type 1 sont recensées sur la commune :
les « prairies de Pinata » (69 ha), couvrant 2 communes du département et 
les « prairies humides de la Plana » (230 ha), couvrant 2 communes du département
et deux ZNIEFF de type 2, : 
- les « Capcir » (3 227 ha), couvrant 6 communes du département[25] ;
- le « massif du Madres » (8 031 ha), couvrant 10 communes dont quatre dans l'Aude et six dans les Pyrénées-Orientales[26].

Carte des ZNIEFF de type 1 et 2 à Réal.
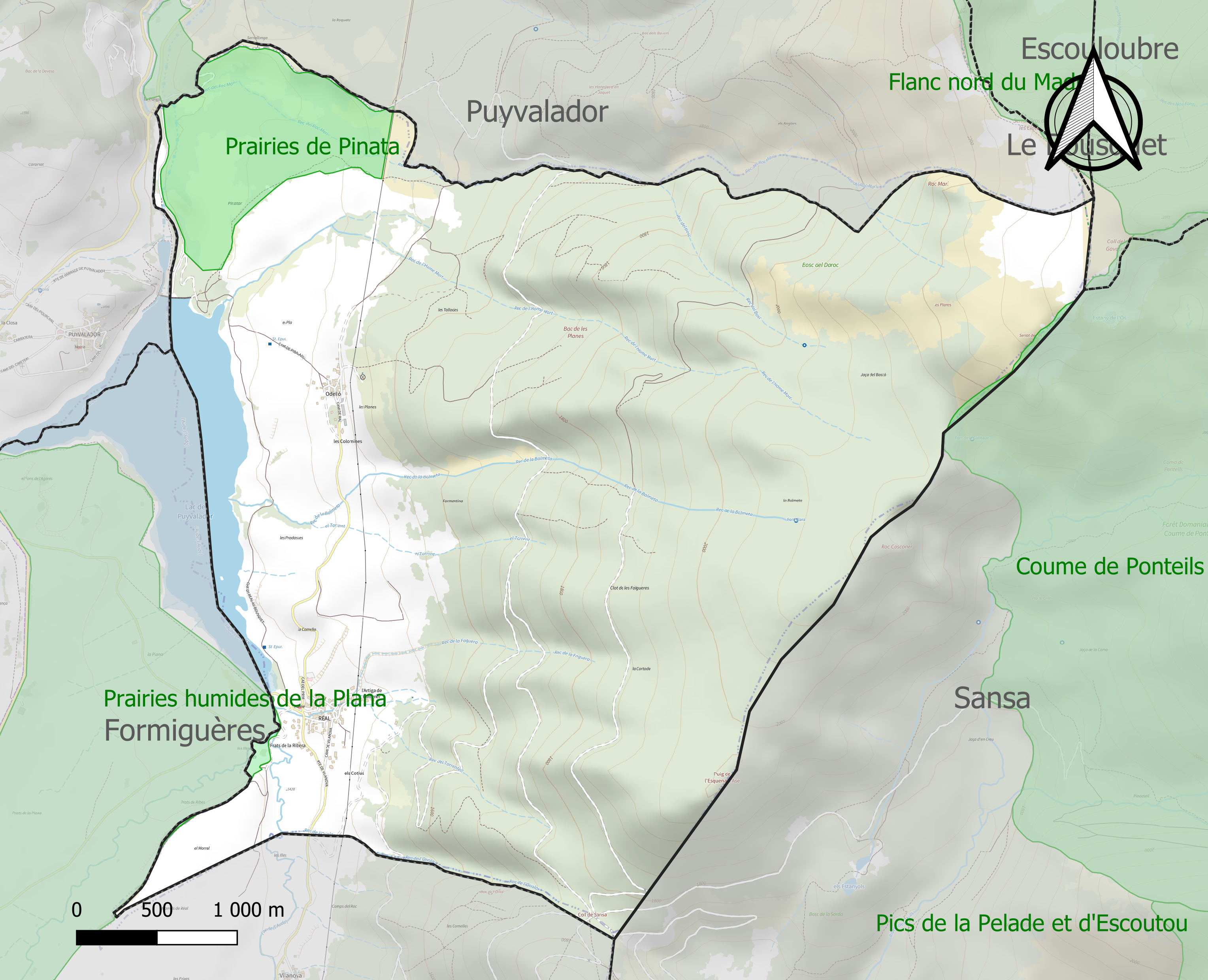
Carte des ZNIEFF de type 1 sur la commune.
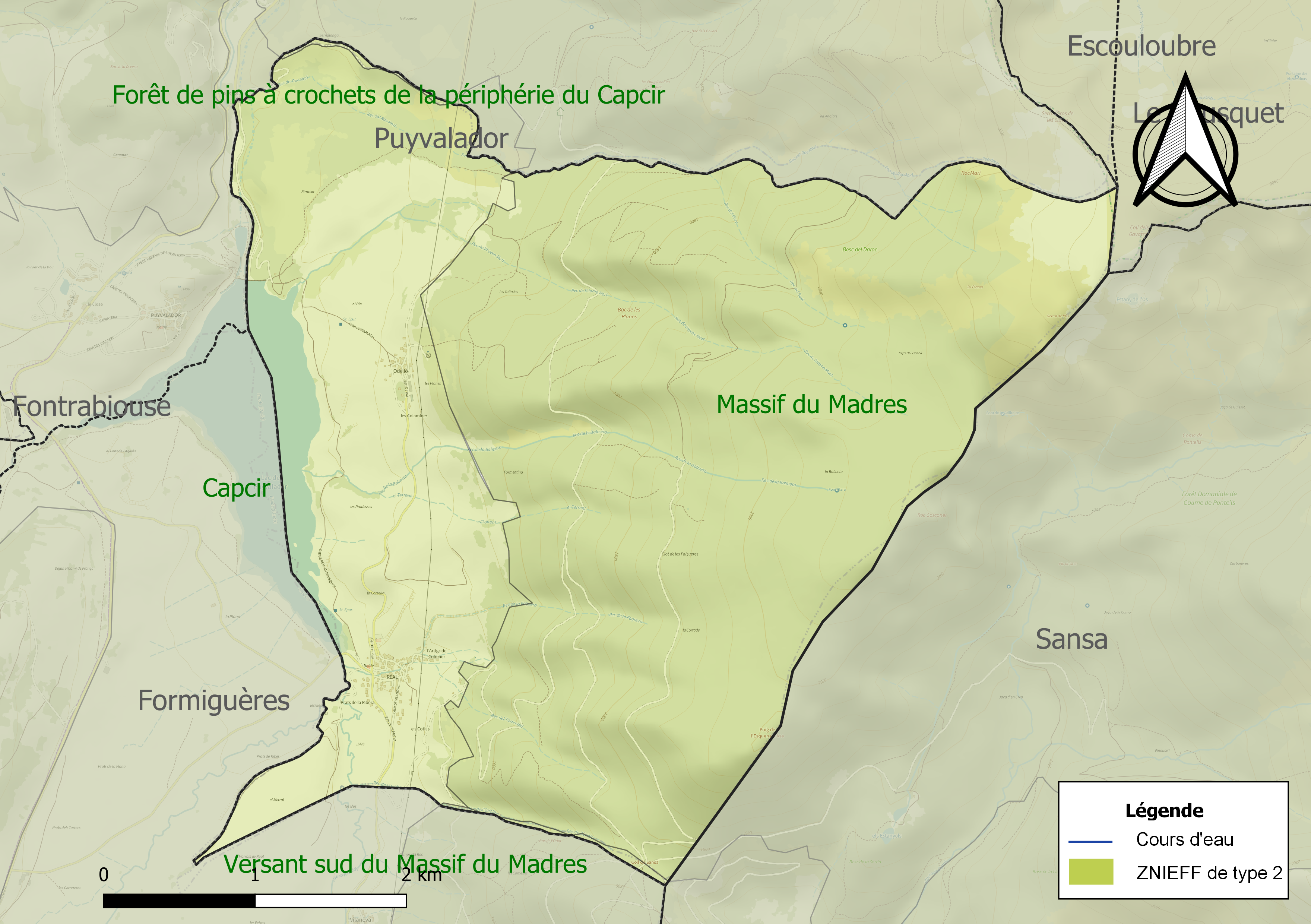
Carte des ZNIEFF de type 2 sur la commune.

## Urbanisme

### Typologie
Au 1er janvier 2024, Réal est catégorisée commune rurale à habitat très dispersé, selon la nouvelle grille communale de densité à sept niveaux définie par l'Insee en 2022.
Elle est située hors unité urbaine et hors attraction des villes,.

### Occupation des sols
L'occupation des sols de la commune, telle qu'elle ressort de la base de données européenne d’occupation biophysique des sols Corine Land Cover (CLC), est marquée par l'importance des forêts et milieux semi-naturels (77,1 % en 2018), une proportion sensiblement équivalente à celle de 1990 (77,5 %). La répartition détaillée en 2018 est la suivante : 
forêts (65,1 %), zones agricoles hétérogènes (18,9 %), milieux à végétation arbustive et/ou herbacée (12,1 %), eaux continentales (3,9 %), prairies (0,1 %). L'évolution de l’occupation des sols de la commune et de ses infrastructures peut être observée sur les différentes représentations cartographiques du territoire : la carte de Cassini (XVIIIe siècle), la carte d'état-major (1820-1866) et les cartes ou photos aériennes de l'IGN pour la période actuelle (1950 à aujourd'hui).

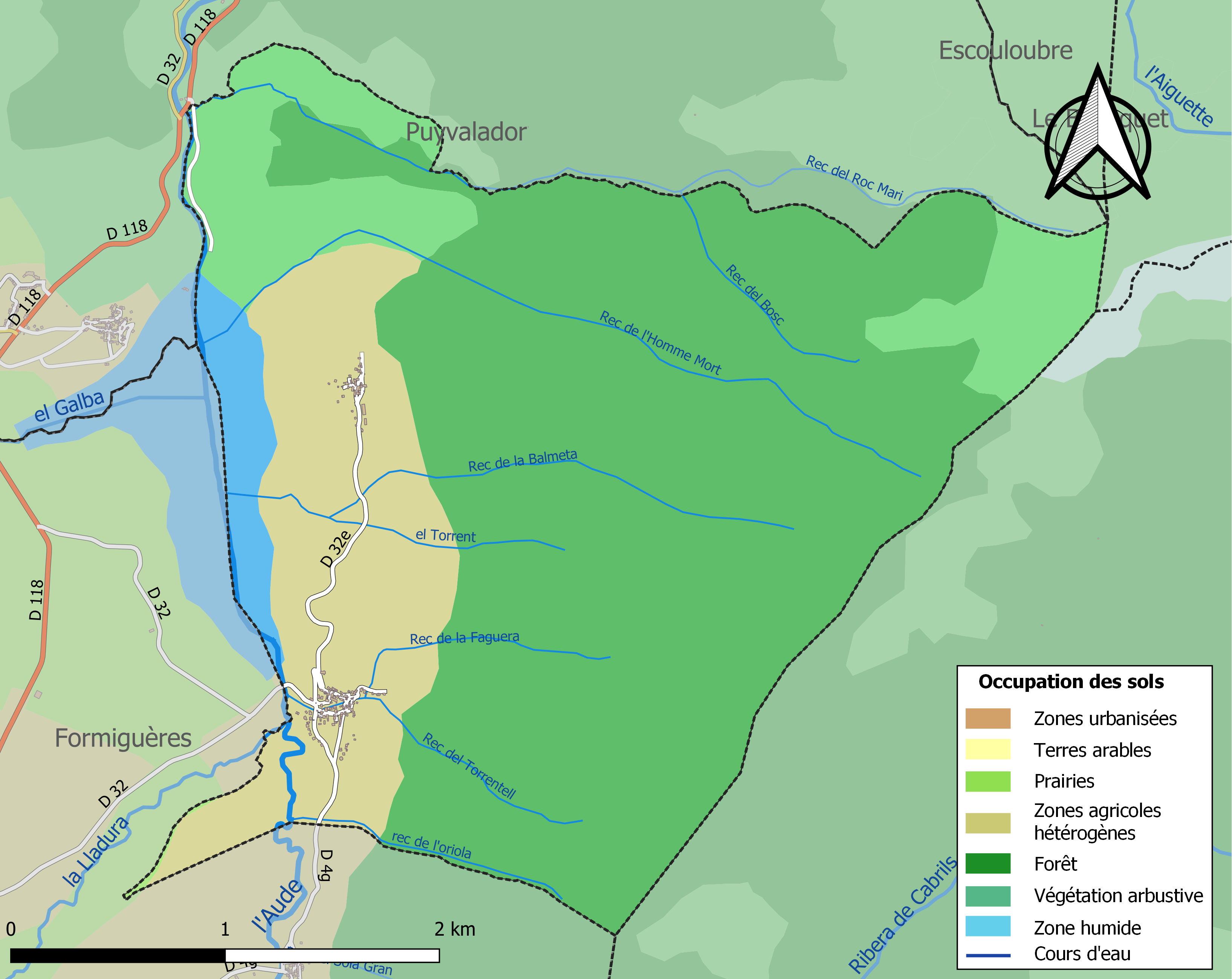
Carte des infrastructures et de l'occupation des sols de la commune en 2018 (CLC).

### Hameaux et lieux-dits
Outre le chef-lieu, le principal hameau de la commune est Odeillo, situé au nord du bourg face à celui de Puyvalador.

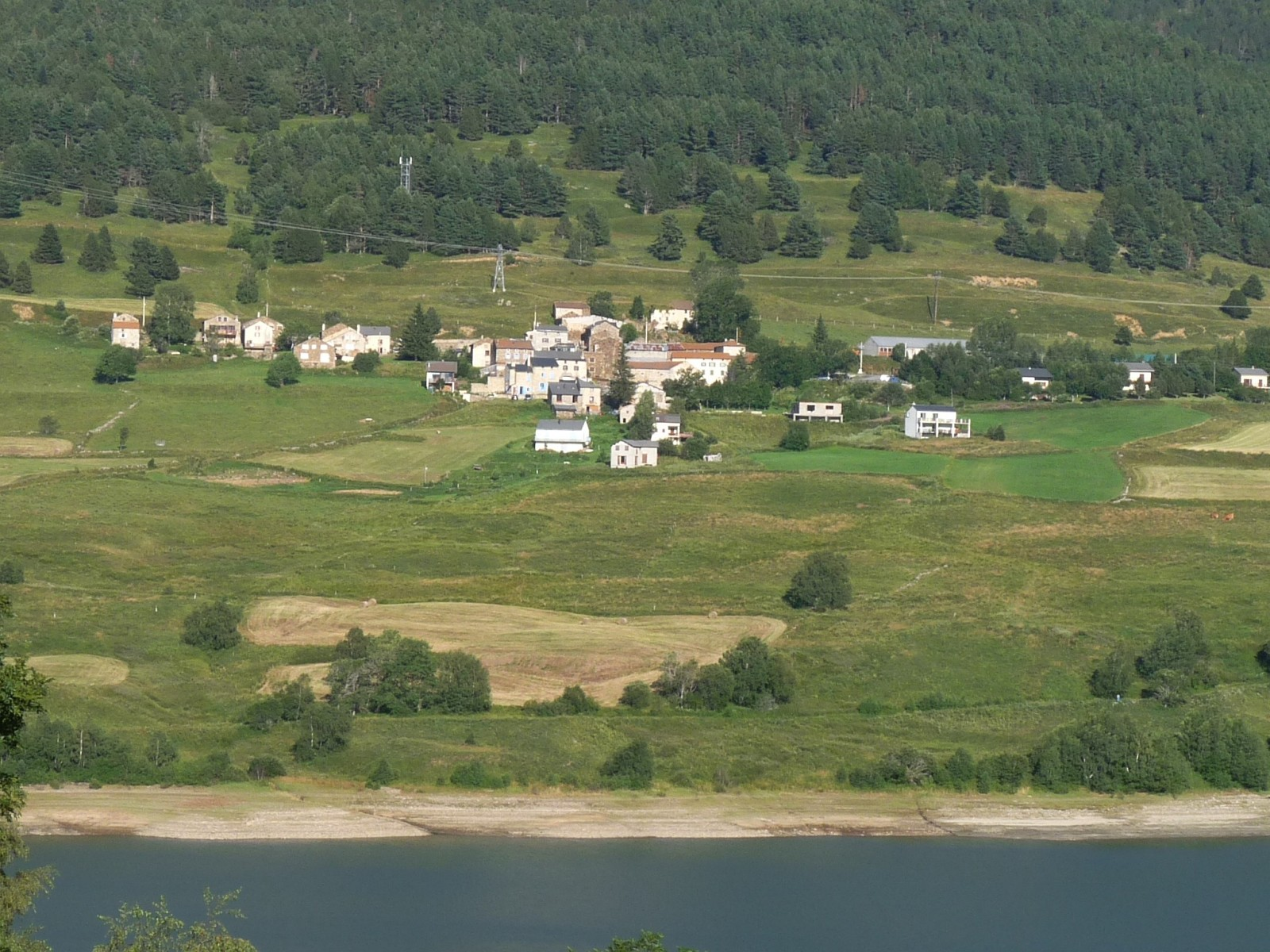
Odeillo, vu de Puyvalador
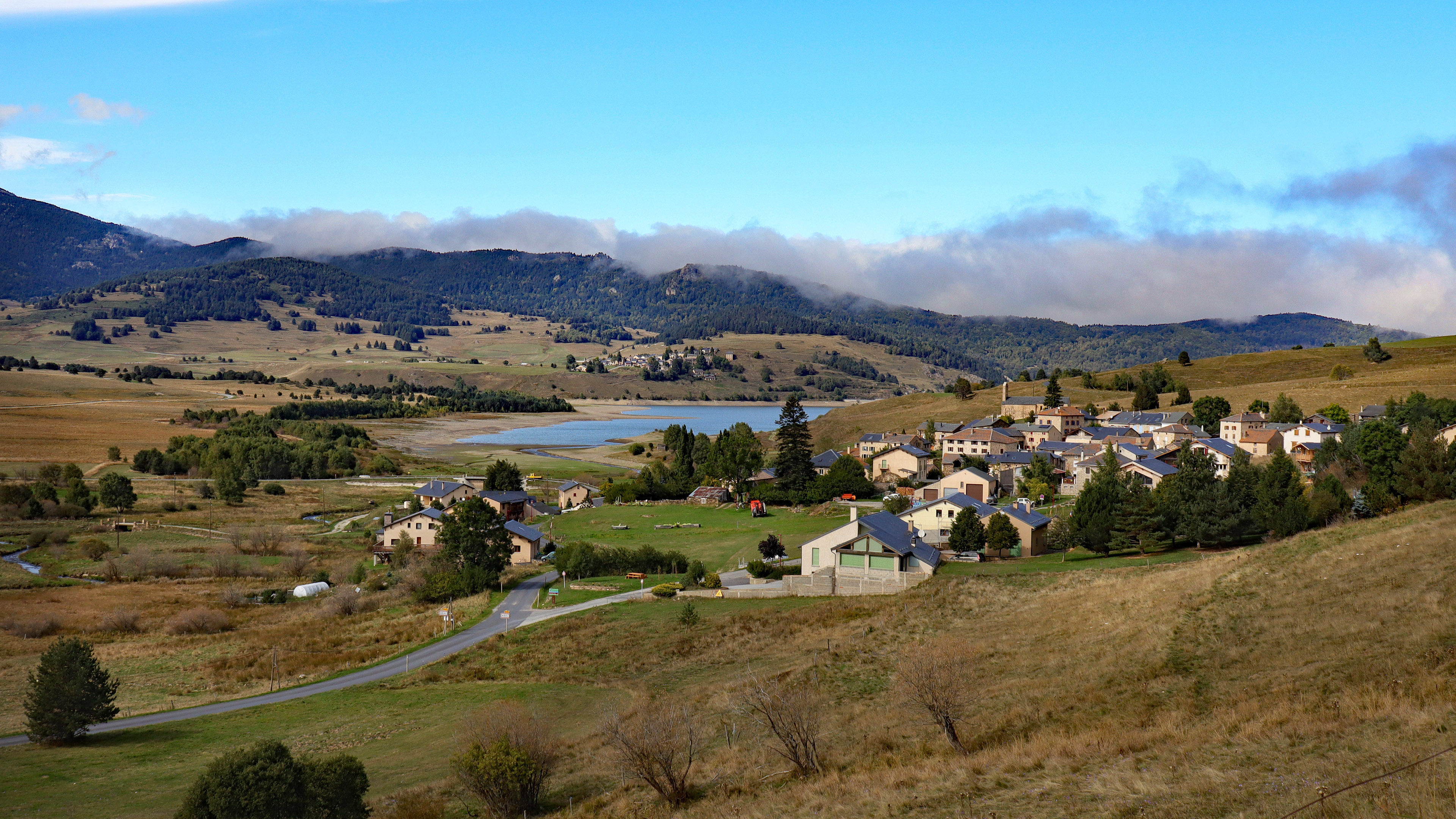
Réal et au loin le lac et le village de Puyvalador
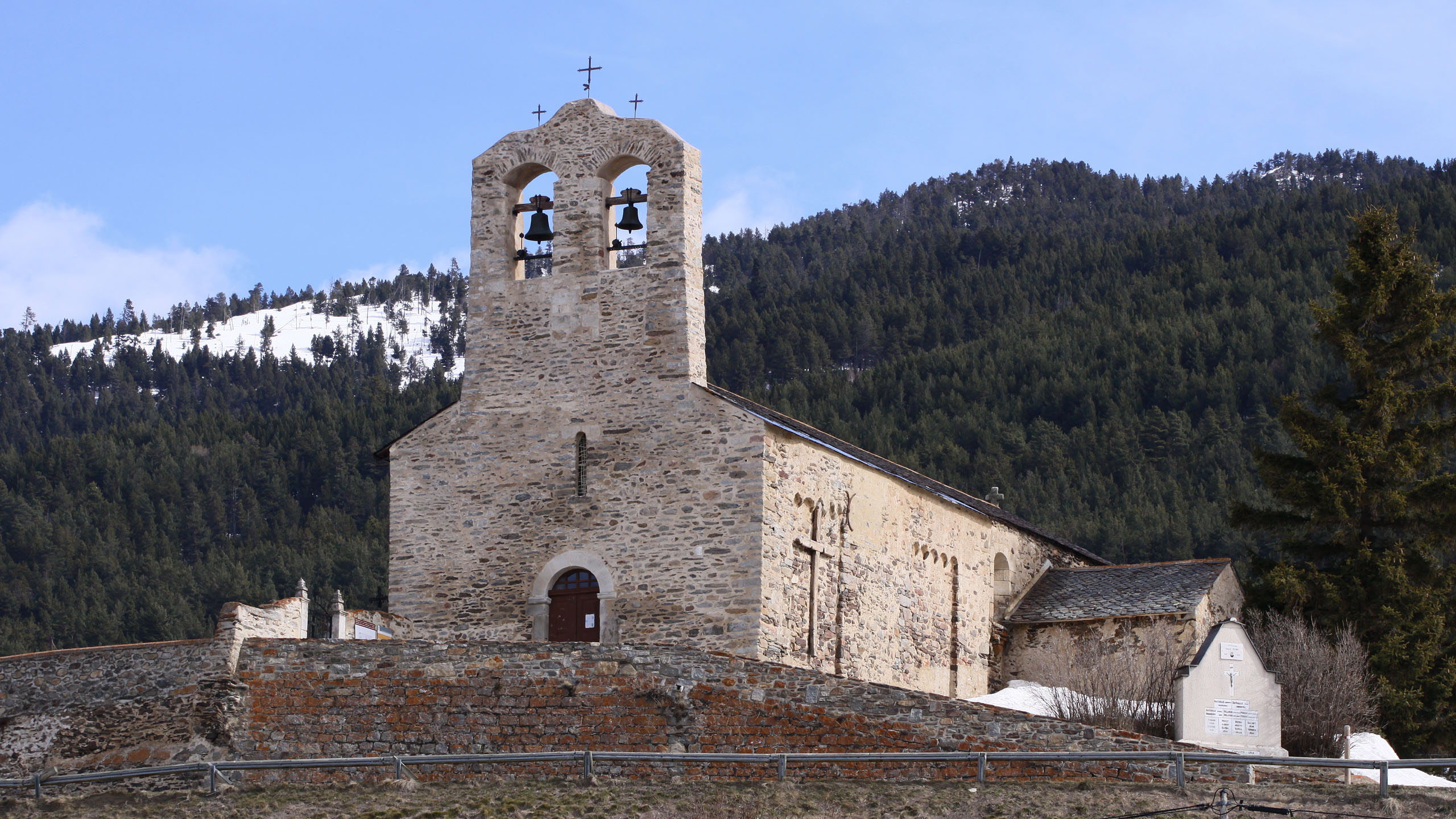
L'Église Saint-Romain de Réal
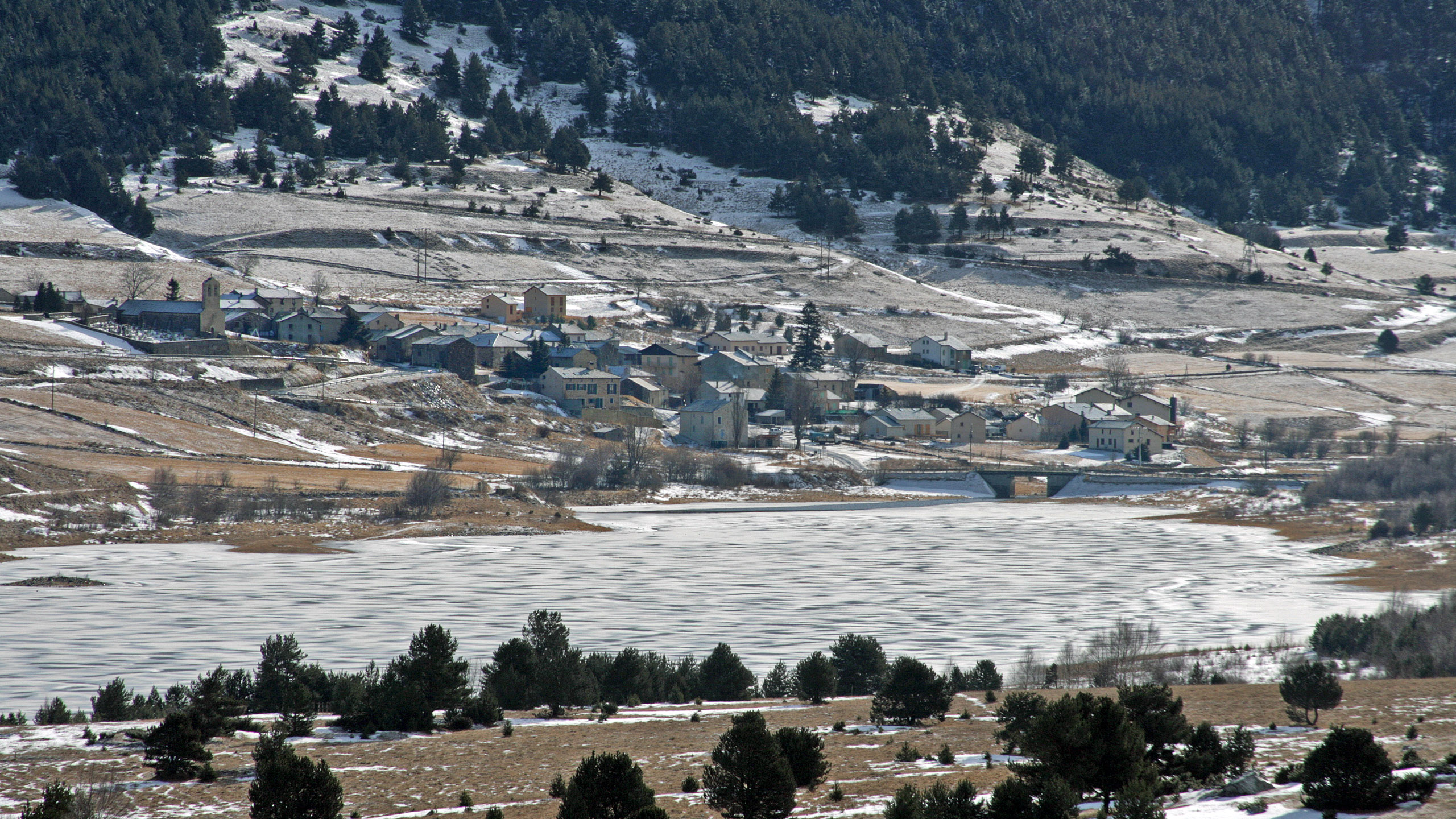
Le lac de Puyvalador gelé

### Risques majeurs
Le territoire de la commune de Réal est vulnérable à différents aléas naturels : inondations, climatiques (grand froid ou canicule), feux de forêts, mouvements de terrains et séisme (sismicité moyenne). Il est également exposé à un risque technologique, la rupture d'un barrage, et à un risque particulier, le risque radon,.

#### Risques naturels
Certaines parties du territoire communal sont susceptibles d’être affectées par le risque d’inondation par crue torrentielle de cours d'eau du bassin de l'Aude.
Les mouvements de terrains susceptibles de se produire sur la commune sont soit des mouvements liés au retrait-gonflement des argiles, soit des glissements de terrains, soit des chutes de blocs. Une cartographie nationale de l'aléa retrait-gonflement des argiles permet de connaître les sols argileux ou marneux susceptibles vis-à-vis de ce phénomène.

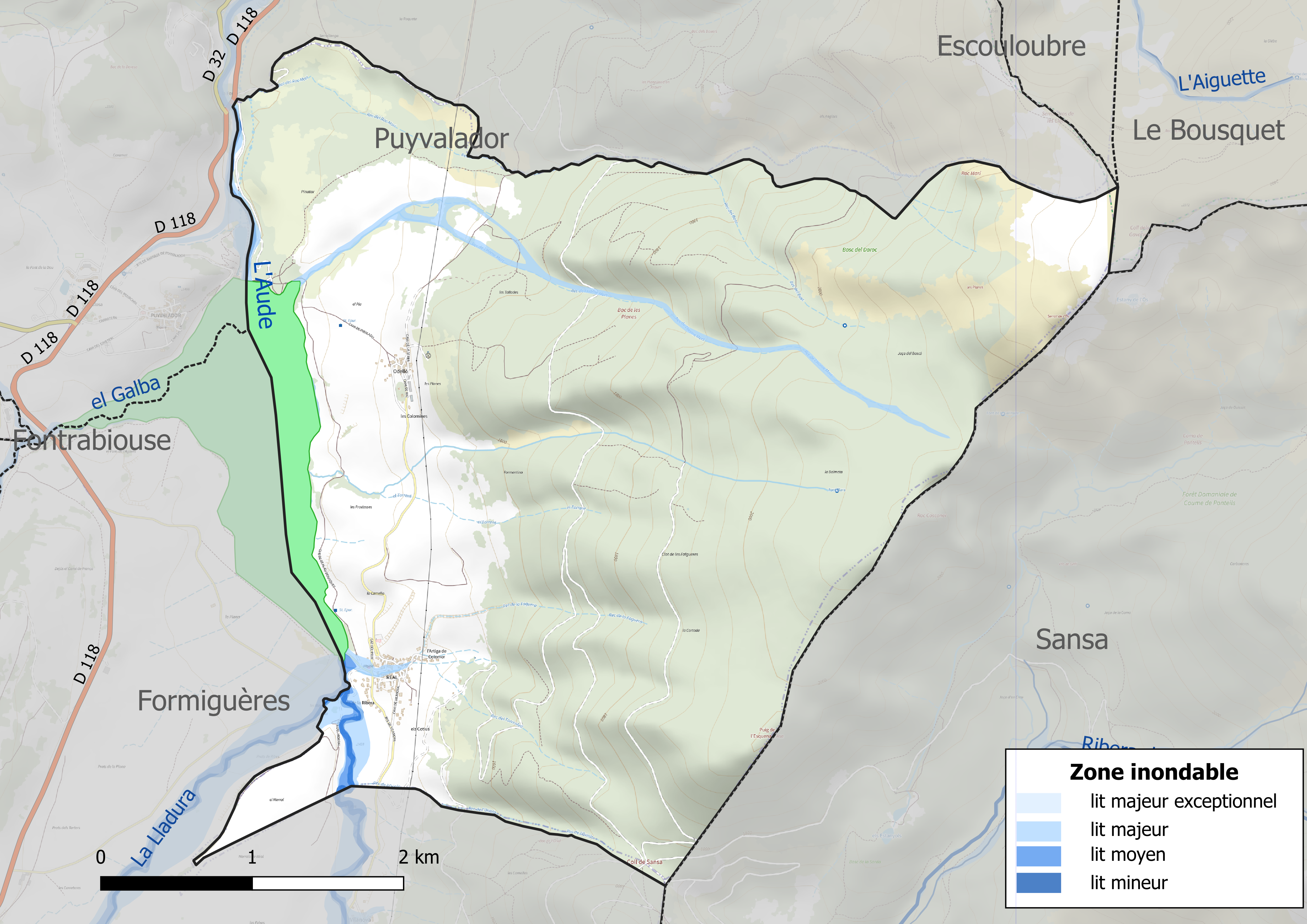
Carte des zones inondables.
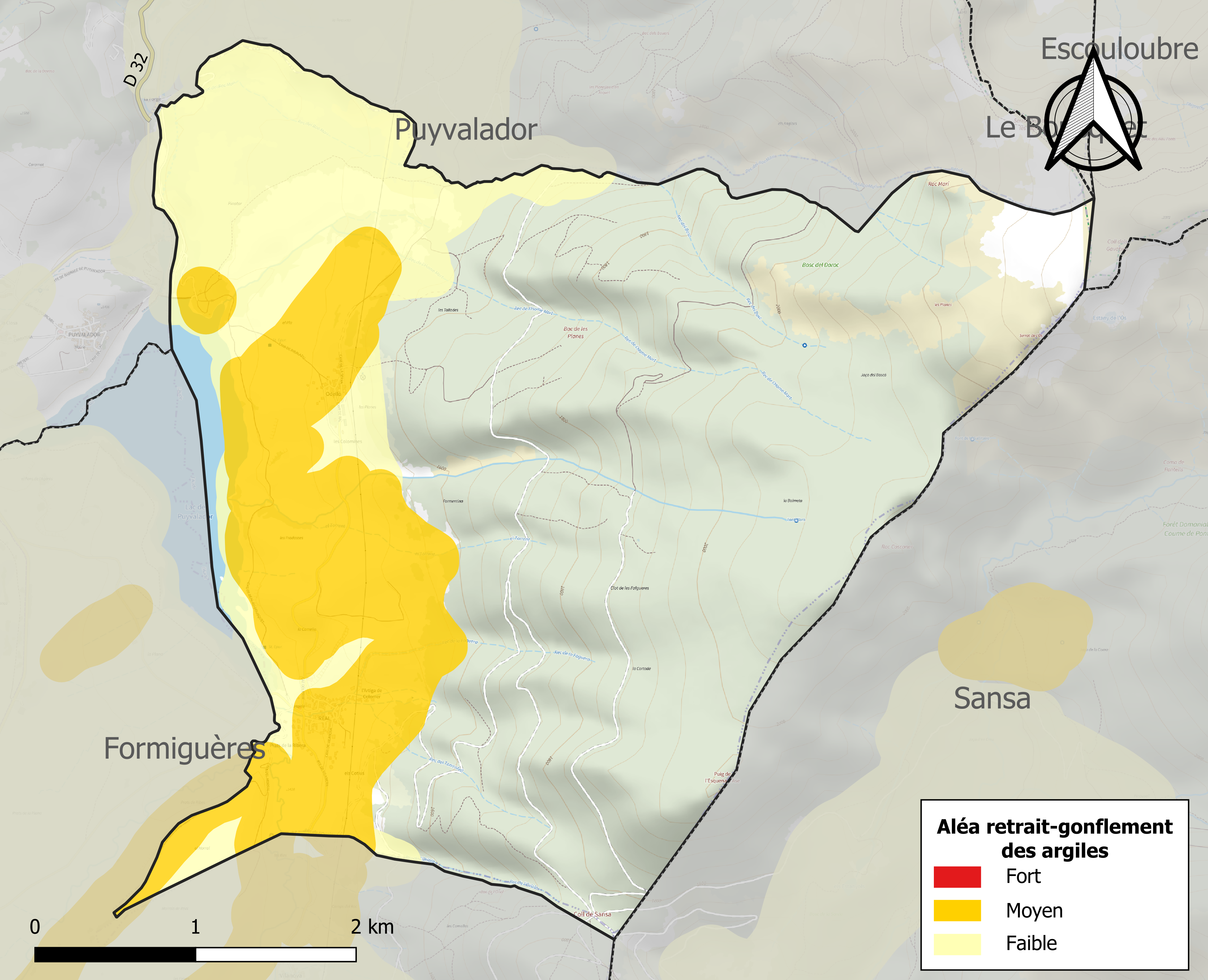
Carte des zones d'aléa retrait-gonflement des argiles.

#### Risques technologiques
Dans le département des Pyrénées-Orientales, on dénombre sept grands barrages susceptibles d’occasionner des dégâts en cas de rupture. La commune fait partie des 66 communes susceptibles d’être touchées par l’onde de submersion consécutive à la rupture d’un de ces barrages, le barrage de Matemale sur l'Aude, un ouvrage de 33,5 m de hauteur construit en 1959.

#### Risque particulier
Dans plusieurs parties du territoire national, le radon, accumulé dans certains logements ou autres locaux, peut constituer une source significative d’exposition de la population aux rayonnements ionisants. Toutes les communes du département sont concernées par le risque radon à un niveau plus ou moins élevé. Selon la classification de 2018, la commune de Réal est classée en zone 3, à savoir zone à potentiel radon significatif.

## Toponymie
En catalan, le nom de la commune est Real ou Ral. Ce mot « réal » est souvent à relier au sens de royal (voir page d'homonymie Réal). Cependant, dans ce cas, il a plus vraisemblablement pour origine le mot latin rivu (« rivière ») auquel est apposé le suffixe diminutif -al. La francisation du catalan Real, où l'e est presque muet, en Réal accentue cette erreur qui consiste à rapprocher le nom de la commune du mot Royal.
Le nom Real apparaît dès le Xe siècle dans un texte mentionnant « S. Romanus de Real ».

## Histoire
La Communauté de communes Capcir Haut-Conflent est créée par arrêté préfectoral du 17 décembre 1997 par les communes de Caudiès-de-Conflent, Fontrabiouse-Espousouille, La Llagonne, Matemale et Réal-Odeillo.

## Politique et administration

### Canton
En 1790, la commune de Réal est intégrée dans le canton de Formiguères. Celui-ci est dissous en 1801 et Réal est alors rattachée au canton de Mont-Louis, dont elle fait partie jusqu'en 2015,.
À compter des élections départementales de 2015, la commune est incluse dans le nouveau canton des Pyrénées catalanes.

### Administration municipale

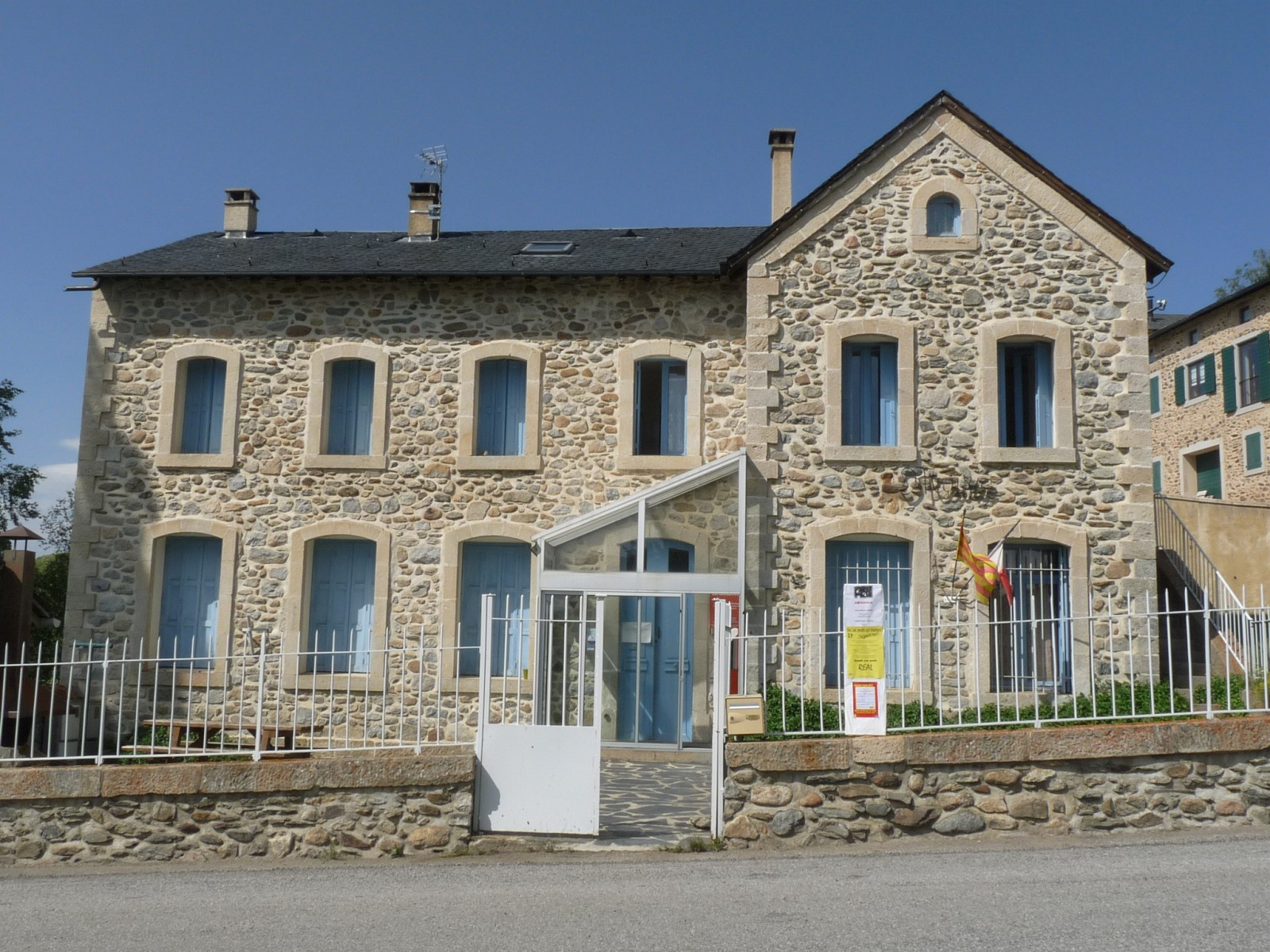
La mairie

### Liste des maires
| Période   | Période   | Identité        | Étiquette | Qualité |
| --------- | --------- | --------------- | --------- | ------- |
| mars 2001 | mars 2008 | Claudie Barnole |           |         |
| mars 2008 | mars 2014 | Jacques Galtie, |           |         |
| mars 2014 | En cours  | Jean-Luc Seguy  |           |         |

## Population et société

### Démographie ancienne
La population est exprimée en nombre de feux (f) ou d'habitants (H).
| 1378 | 1515 | 1709 | 1720 | 1767  | 1774  | 1788  | 1789 |
| ---- | ---- | ---- | ---- | ----- | ----- | ----- | ---- |
| 11 f | 8f   | 48 f | 38 f | 326 H | 337 H | 337 H | 64 f |

Notes :
- 1378 : dont 9 f pour Réal et 2 f pour Odeillo de Capcir ;
- 1515 : dont 8 f pour Réal et 1 f pour Odeillo ;
- 1553 : comptée avec Puyvalador ;
- 1709 : pour Réal et Odeillo ;
- 1720 : dont 9 f pour Odeillo ;
- 1788 : pour Réal et Odeillo ;
- 1789 : pour Réal et Odeillo.

### Démographie contemporaine
L'évolution du nombre d'habitants est connue à travers les recensements de la population effectués dans la commune depuis 1793. Pour les communes de moins de 10 000 habitants, une enquête de recensement portant sur toute la population est réalisée tous les cinq ans, les populations de référence des années intermédiaires étant quant à elles estimées par interpolation ou extrapolation. Pour la commune, le premier recensement exhaustif entrant dans le cadre du nouveau dispositif a été réalisé en 2007.

En 2022, la commune comptait 75 habitants, en évolution de +15,38 % par rapport à 2016 (Pyrénées-Orientales : +3,92 %, France hors Mayotte : +2,11 %).
| 1793 | 1800 | 1806 | 1821 | 1831 | 1836 | 1841 | 1846 | 1851 |
| ---- | ---- | ---- | ---- | ---- | ---- | ---- | ---- | ---- |
| 250  | 356  | 374  | 314  | 345  | 358  | 339  | 335  | 348  |

| 1856 | 1861 | 1866 | 1872 | 1876 | 1881 | 1886 | 1891 | 1896 |
| ---- | ---- | ---- | ---- | ---- | ---- | ---- | ---- | ---- |
| 313  | 311  | 280  | 286  | 248  | 257  | 276  | 253  | 254  |

| 1901 | 1906 | 1911 | 1921 | 1926 | 1931 | 1936 | 1946 | 1954 |
| ---- | ---- | ---- | ---- | ---- | ---- | ---- | ---- | ---- |
| 241  | 247  | 258  | 230  | 208  | 182  | 160  | 173  | 128  |

| 1962 | 1968 | 1975 | 1982 | 1990 | 1999 | 2006 | 2007 | 2012 |
| ---- | ---- | ---- | ---- | ---- | ---- | ---- | ---- | ---- |
| 99   | 71   | 53   | 44   | 25   | 31   | 41   | 42   | 61   |

| 2017 | 2022 | - | - | - | - | - | - | - |
| ---- | ---- | - | - | - | - | - | - | - |
| 66   | 75   | - | - | - | - | - | - | - |

| selon la population municipale des années : | 1968 | 1975 | 1982 | 1990 | 1999 | 2006 | 2009 | 2013 |
| Rang de la commune dans le département      | 211  | 191  | 207  | 217  | 215  | 212  | 209  | 199  |
| Nombre de communes du département           | 232  | 217  | 220  | 225  | 226  | 226  | 226  | 226  |

### Manifestations culturelles et festivités
- Fête patronale et communale : 18 novembre[50] ;
- Foire : 10 octobre[50].

## Économie

### Emploi
|                | 2008   | 2013   | 2018   |
| -------------- | ------ | ------ | ------ |
| Commune        | 3,6 %  | 7 %    | 2,3 %  |
| Département    | 10,3 % | 12,9 % | 13,3 % |
| France entière | 8,3 %  | 10 %   | 10 %   |

En 2018, la population âgée de 15 à 64 ans s'élève à 42 personnes, parmi lesquelles on compte 74,4 % d'actifs (72,1 % ayant un emploi et 2,3 % de chômeurs) et 25,6 % d'inactifs,. Depuis 2008, le taux de chômage communal (au sens du recensement) des 15-64 ans est inférieur à celui de la France et du département.
La commune est hors attraction des villes,. Elle compte 8 emplois en 2018, contre 7 en 2013 et 6 en 2008. Le nombre d'actifs ayant un emploi résidant dans la commune est de 30, soit un indicateur de concentration d'emploi de 26,3 % et un taux d'activité parmi les 15 ans ou plus de 57,1 %.
Sur ces 30 actifs de 15 ans ou plus ayant un emploi, 6 travaillent dans la commune, soit 19 % des habitants. Pour se rendre au travail, 96,8 % des habitants utilisent un véhicule personnel ou de fonction à quatre roues et 3,2 % s'y rendent en deux-roues, à vélo ou à pied.

### Activités hors agriculture
7 établissements sont implantés  à Réal au 31 décembre 2019.
Le secteur des autres activités de services est prépondérant sur la commune puisqu'il représente 42,9 % du nombre total d'établissements de la commune (3 sur les 7 entreprises implantées  à Réal), contre 8,5 % au niveau départemental.

### Agriculture
|               | 1988 | 2000 | 2010 | 2020 |
| ------------- | ---- | ---- | ---- | ---- |
| Exploitations | 1    | 2    | 1    | 1    |
| SAU (ha)      | 61   | 188  | 29   | 91   |

La commune est dans le Capcir, une petite région agricole située à l'extrême ouest du département des Pyrénées-Orientales. En 2020, l'orientation technico-économique de l'agriculture  sur la commune est l'élevage de bovins, pour la viande. Une seule  exploitation agricole ayant son siège dans la commune est recensée lors du recensement agricole de 2020 (un en 1988). La superficie agricole utilisée est de 91 ha,,.

## Culture locale et patrimoine

### Monuments et lieux touristiques

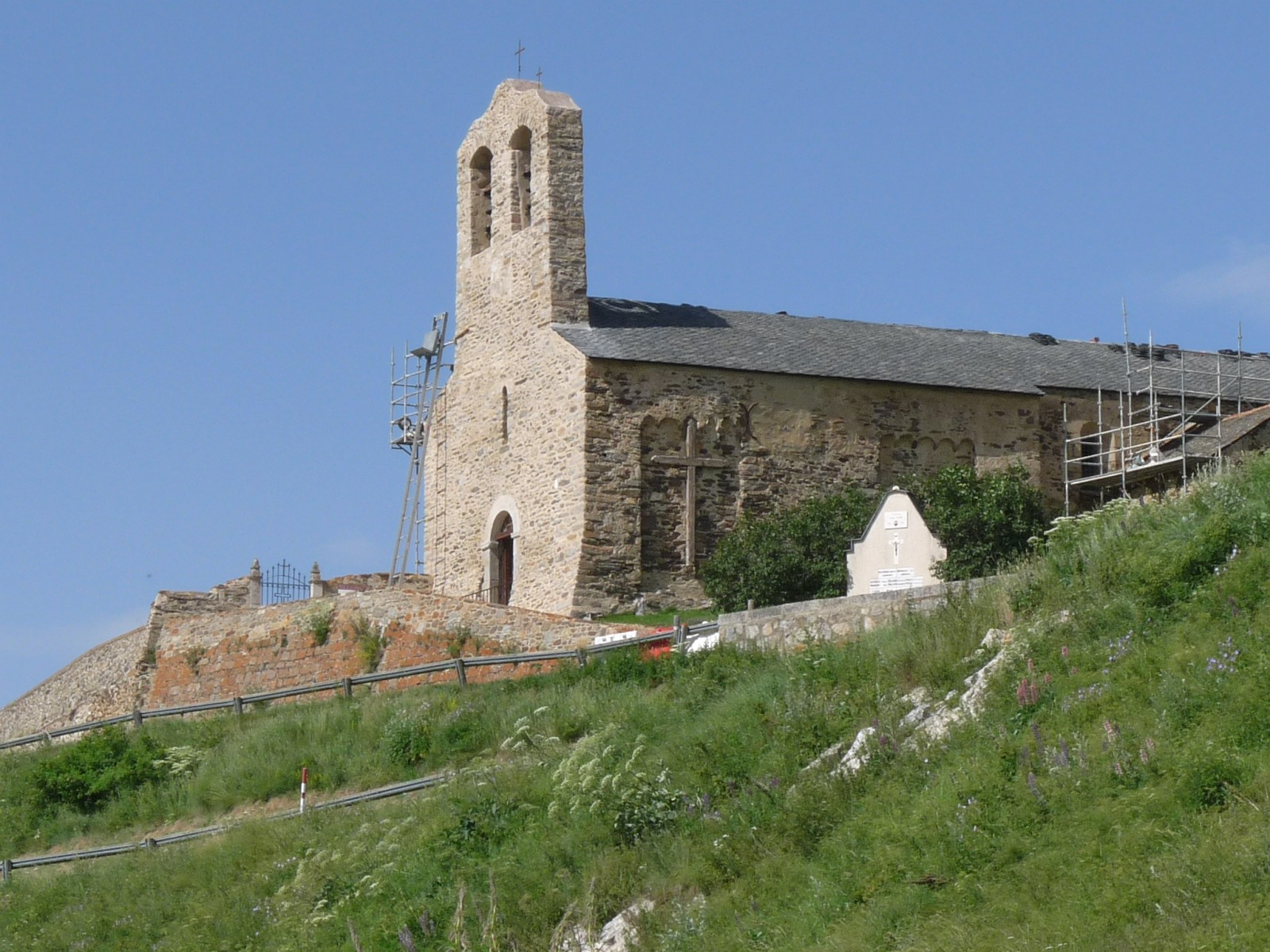
L'église Saint-Romain et le monument aux morts

- L'église paroissiale Saint-Romain est située sur la route d'Odeillo. Elle date des XIe et XVIIIe siècles. Elle est inscrite monument historique depuis 1982[54].
- Lac de Puyvalador